# Chris Doran
Pour les articles homonymes, voir Doran.
Chris Doran (né le 22 novembre 1979 à Waterford (Irlande)) est un chanteur irlandais. Il est le représentant de l'Irlande au Concours Eurovision de la chanson 2004 avec If My World Stopped Turning.

## Biographie
Chris Doran est né dans une famille nombreuse de Travellers. Son père meurt quand il avait un an. Doran devient un kickboxeur dans sa jeunesse et remporte quelques tournois. Il est ouvrier dans le bâtiment avant que sa carrière musicale ne décolle.
Chris Doran remporte le concours You're a Star avec sa chanson If My World Stopped Turning. Doran interprète la chanson, accompagné sur scène par le groupe de chant Final 4, qui participait également au concours. Interprétée dans la même configuration, la chanson obtient seulement 7 points, uniquement du Royaume-Uni, et finit 22e des vingt-quatre participants.
Ensuite, Doran sort d'autres singles, dont cinq entrent dans le classement irlandais, ainsi qu'un album en 2004. Il fait partie du jury d'une émission de télé-réalité intitulée Sony Center Star Search, sur WLR FM de Waterford en 2006. Il fait des enregistrements aux États-Unis, avec le producteur Joe Staxx. Cependant les mauvaises ventes l'éloignent d'un label professionnel.
En juin 2013, Chris Doran est l'une des huit personnes présentées à une séance spéciale du tribunal de district de Carrick-on-Suir à la suite d'une dispute dans une rue de Carrick-on-Suir et est accusée de bagarre.

## Discographoe
Album
- 2004 : Right Here

Singles
- 2004 : If My World Stopped Turning
- 2004 : Nothing's Gonna Change My Love for You
- 2004 : Right Here Waiting
- 2006 : All of the Above
- 2006 : You Know You Want It
- 2008 : Hey Girl